# Union (Gros Islet)
Union (dt.: „Einigkeit“) ist ein nördlicher Vorort der Landeshauptstadt Castries im Quarter (Distrikt) Gros Islet im Westen des Inselstaates St. Lucia in der Karibik. 

## Geographie
Der Ort liegt an der Choc Bay (Choc Beach), nördlich des Quarters Castries mit den Siedlungen Choc und Sunny Acres, im Tal des Gazons River. Die Verwaltungseinheit ist relativ groß und zieht sich weit ins Landesinnere. Im Umkreis schließen sich folgende Verwaltungseinheiten an: Marisule, Grande Riviere/Morne Serpent, Grande Riviere/Ingle Woods, Grande Riviere/Morne Elwin (N), Union Terrace, Union/Ti Morne (O, Gros Islet), Balata, Almondale, Carellie, Sunny Acres (S) und Choc (SW).
Im Ortsgebiet liegt das Ministry of Infrastructure, Ports, Energy and Labour und es gibt die Dame Pearlette Louisy Primary School.

## Klima
Nach dem Köppen-Geiger-System zeichnet sich Union durch ein tropisches Klima mit der Kurzbezeichnung Af aus.